# Association nationale pour la promotion et le développement de la langue française parlée complétée
Pour les articles homonymes, voir ALPC.
L'ALPC, abréviation de l'Association nationale pour la promotion et le développement de la
Langue française Parlée Complétée est un organisme français visant une meilleure intégration des personnes sourdes dans la société.

## Mandat
Cette association s'occupe entre autres du développement et de la promotion du langage parlé complété.